# Quartier général central de Khatam-al Anbiya
 (juillet 2025).
Le Quartier général central de Khatam-al Anbiya (en persan : قرارگاه مرکزی خاتم‌الانبیا (ص)), est le quartier général de commandement unifié des forces armées iraniennes, sous le commandement direct de l'état-major général . Elle est chargée de planifier et de coordonner les opérations militaires conjointes au sein des forces iraniennes.
Le quartier général central de Khatam al-Anbiya a été créé en 1983 pendant la guerre Iran-Irak. Deux quartiers généraux portent le même nom au sein des forces armées iraniennes : le quartier général de construction de Khatam al-Anbiya et le quartier général de la défense aérienne de Khatam al-Anbiya. Initialement créés comme bras exécutif du quartier général de Khatam, ils fonctionnent désormais comme quartiers généraux indépendants.